# Trvalý následek
Trvalý následek lze definovat jako takový následek, který se projevuje i přes adekvátní léčbu úrazu či jiné události, a který není přechodného charakteru. Postižený musí mít zcela prokazatelně doživotní následky, aby stav bylo možno klasifikovat jako trvalý následek.
Vzhledem k podmínce trvalosti se trvalé následky oznamují až za jeden rok po skončení léčby. Pojistnou událost je možné a vhodné, pokud je osoba s trvalými následky pojištěná, oznámit pojišťovně ihned.
Pro výpočet výše plnění existuje vyhláška Ministerstva zdravotnictví č. 440/2001 Sb., o odškodnění bolesti a ztížení společenského uplatnění. V přílohách č. 2 a 4 této vyhlášky jsou pak uvedeny jednotlivé sazby bodového ohodnocení trvalých následků.